# Equipos participantes en la Copa Mundial de Fútbol de 1966

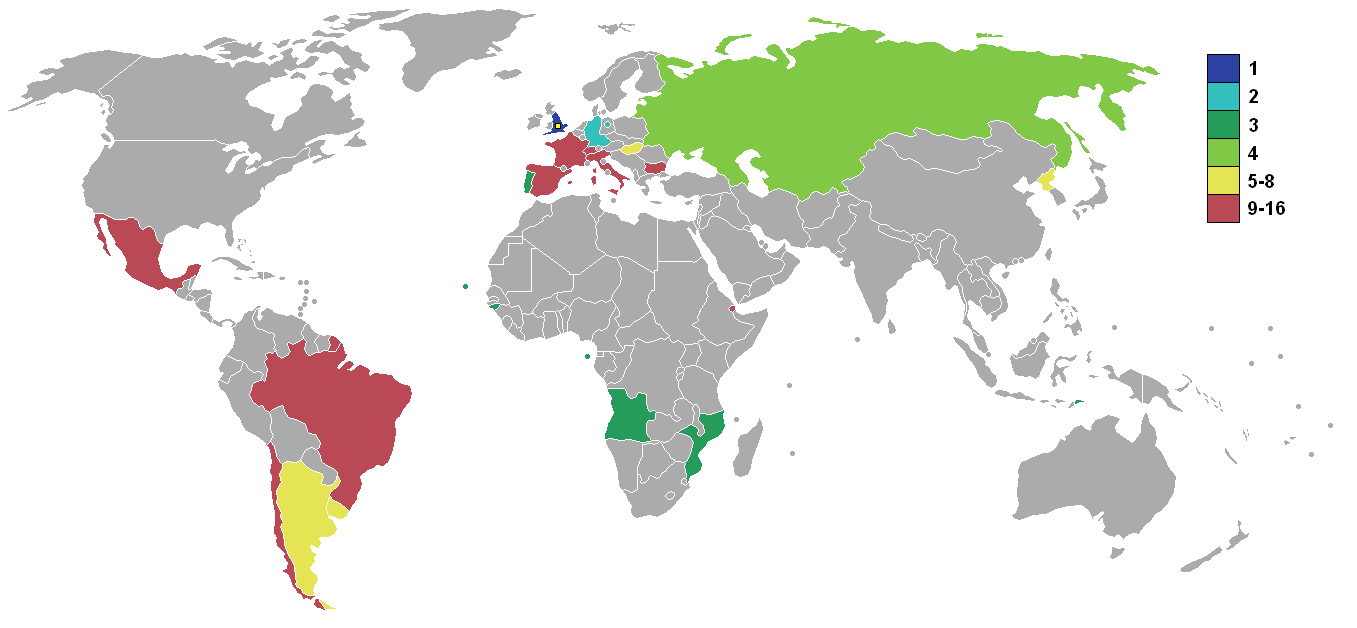
Equipos participantes de la Copa Mundial

Para la VIII Copa Mundial de Fútbol, que se realizó en Inglaterra entre el 11 de julio y el 30 de julio de 1966, 16 equipos clasificaron a la fase final. Los 16 equipos participantes fueron divididos en cuatro grupos de cuatro integrantes. De cada grupo, los dos mejores equipos clasificaran a una segunda fase de eliminación directa, para determinar al campeón del evento.

## Equipos
A la fase final del torneo clasificaron 16 de 74 equipos que participaron en la etapa clasificatoria: 4 de Sudamérica (incluyendo a Brasil, vigente campeón), 10 de Europa (incluyendo el organizador), uno de Norteamérica y uno de Asia. De estos 16, 2 eran debutantes en la competición.
Los equipos participantes en dicho torneo son:
| Equipo (ver en detalle) | Equipo (ver en detalle) | Equipo (ver en detalle) | Participaciones | Participaciones | Participaciones |
| Equipo (ver en detalle) | Equipo (ver en detalle) | Equipo (ver en detalle) | Total           | Cons.           | Última          |
| ----------------------- | ----------------------- | ----------------------- | --------------- | --------------- | --------------- |
|                         | Alemania Federal        | 1/1 estrellas           | 6               | 4               | 1962            |
|                         | Argentina               |                         | 5               | 3               | 1962            |
|                         | Brasil                  | 2/2 estrellas           | 8               | 8               | 1962            |
|                         | Bulgaria                |                         | 2               | 2               | 1962            |
|                         | Chile                   |                         | 4               | 2               | 1962            |
|                         | Corea del Norte         |                         | 1               | 1               | -               |
|                         | España                  |                         | 4               | 2               | 1962            |
|                         | Francia                 |                         | 6               | 1               | 1958            |
|                         | Hungría                 |                         | 6               | 4               | 1962            |
|                         | Inglaterra              |                         | 5               | 5               | 1962            |
|                         | Italia                  | 2/2 estrellas           | 6               | 2               | 1962            |
|                         | México                  |                         | 6               | 5               | 1962            |
|                         | Portugal                |                         | 1               | 1               | -               |
|                         | Suiza                   |                         | 6               | 2               | 1962            |
|                         | Unión Soviética         |                         | 3               | 3               | 1962            |
|                         | Uruguay                 | 2/2 estrellas           | 5               | 2               | 1962            |

## Lista de jugadores

### Grupo 1

#### Inglaterra
| #    | Posición       | Nombre         | Edad       | PJ Sel     | Club                |
| ---- | -------------- | -------------- | ---------- | ---------- | ------------------- |
| 1    | Portero        | Gordon Banks   | 28         | 27         | Leicester City      |
| 2    | Defensa        | George Cohen   | 26         | 24         | Fulham              |
| 3    | Defensa        | Ray Wilson     | 31         | 45         | Everton             |
| 4    | Centrocampista | Nobby Stiles   | 24         | 14         | Manchester United   |
| 5    | Defensa        | Jack Charlton  | 31         | 16         | Leeds United        |
| 6    | Defensa        | Bobby Moore    | 25         | 41         | West Ham United     |
| 7    | Centrocampista | Alan Ball      | 21         | 10         | Blackpool           |
| 8    | Delantero      | Jimmy Greaves  | 26         | 51         | Tottenham Hotspur   |
| 9    | Centrocampista | Bobby Charlton | 28         | 68         | Manchester United   |
| 10   | Delantero      | Geoff Hurst    | 24         | 4          | West Ham United     |
| 11   | Delantero      | John Connelly  | 27         | 19         | Manchester United   |
| 12   | Portero        | Ron Springett  | 30         | 33         | Sheffield Wednesday |
| 13   | Portero        | Peter Bonetti  | 24         | 1          | Chelsea             |
| 14   | Defensa        | Jimmy Armfield | 30         | 43         | Blackpool           |
| 15   | Defensa        | Gerry Byrne    | 27         | 2          | Liverpool           |
| 16   | Centrocampista | Martin Peters  | 22         | 3          | West Ham United     |
| 17   | Defensa        | Ronald Flowers | 31         | 49         | Wolverhampton       |
| 18   | Defensa        | Norman Hunter  | 22         | 4          | Leeds United        |
| 19   | Delantero      | Terry Paine    | 27         | 18         | Southampton         |
| 20   | Centrocampista | Ian Callaghan  | 24         | 1          | Liverpool           |
| 21   | Delantero      | Roger Hunt     | 27         | 13         | Liverpool           |
| 22   | Centrocampista | George Eastham | 29         | 19         | Arsenal             |
| Ent. | Alf Ramsey     | Alf Ramsey     | Alf Ramsey | Alf Ramsey | Alf Ramsey          |

#### Francia
| #    | Posición       | Nombre              | Edad         | PJ Sel       | Club                     |
| ---- | -------------- | ------------------- | ------------ | ------------ | ------------------------ |
| 1    | Portero        | Marcel Aubour       | 26           | -            | Olympique Lyonnais       |
| 2    | Defensa        | Marcel Artelesa     | 28           | -            | AS Monaco                |
| 3    | Centrocampista | Edmond Baraffe      | 23           | -            | FC Toulouse              |
| 4    | Centrocampista | Joseph Bonnel       | 27           | -            | US Valenciennes          |
| 5    | Defensa        | Bernard Bosquier    | 24           | -            | FC Sochaux               |
| 6    | Defensa        | Robert Budzynski    | 26           | -            | FC Nantes                |
| 7    | Defensa        | André Chorda        | 28           | -            | FC Girondins de Bordeaux |
| 8    | Delantero      | Nestor Combin       | 25           | -            | A.S. Varese 1910         |
| 9    | Delantero      | Didier Couécou      | 21           | -            | FC Girondins de Bordeaux |
| 10   | Defensa        | Héctor de Bourgoing | 31           | -            | FC Girondins de Bordeaux |
| 11   | Defensa        | Gabriel De Michele  | 25           | -            | FC Nantes                |
| 12   | Defensa        | Jean Djorkaeff      | 26           | -            | Olympique Lyonnais       |
| 13   | Delantero      | Philippe Gondet     | 24           | -            | FC Nantes                |
| 14   | Delantero      | Gérard Hausser      | 27           | -            | RC Strasbourg            |
| 15   | Centrocampista | Yves Herbet         | 20           | -            | UA Sedan                 |
| 16   | Centrocampista | Robert Herbin       | 27           | -            | AS Saint-Etienne         |
| 17   | Centrocampista | Lucien Muller       | 31           | -            | FC Barcelona             |
| 18   | Defensa        | Jean-Claude Piumi   | 26           | -            | US Valenciennes          |
| 19   | Delantero      | Laurent Robuschi    | 30           | -            | FC Girondins de Bordeaux |
| 20   | Centrocampista | Jacques Simon       | 25           | -            | FC Nantes                |
| 21   | Portero        | Georges Carnus      | 23           | -            | Stade Francais           |
| 22   | Portero        | Johnny Schuth       | 24           | -            | RC Strasbourg            |
| Ent. | Henri Guérin   | Henri Guérin        | Henri Guérin | Henri Guérin | Henri Guérin             |

#### México
| #    | Posición        | Nombre                | Edad            | PJ Sel          | Club                    |
| ---- | --------------- | --------------------- | --------------- | --------------- | ----------------------- |
| 1    | Portero         | Antonio Carbajal      | 37              | -               | FC Leon                 |
| 2    | Defensa         | Arturo Chaires        | 29              | -               | Deportivo Guadalajara   |
| 3    | Defensa         | Gustavo Peña          | 24              | -               | Club Deportivo Oro      |
| 4    | Defensa         | Jesús del Muro        | 28              | -               | CD Veracruz             |
| 5    | Centrocampista  | Ignacio Jáuregui      | 27              | -               | CF Atlas                |
| 6    | Centrocampista  | Isidoro Díaz          | 26              | -               | Deportivo Guadalajara   |
| 7    | Delantero       | Felipe Ruvalcaba      | 25              | -               | Club Deportivo Oro      |
| 8    | Delantero       | Aarón Padilla         | 24              | -               | UNAM Pumas              |
| 9    | Centrocampista  | Ernesto Cisneros      | 25              | -               | CA Zacatepec            |
| 10   | Delantero       | Javier Fragoso        | 24              | -               | Club América            |
| 11   | Delantero       | Francisco Jara        | 25              | -               | Deportivo Guadalajara   |
| 12   | Portero         | Ignacio Calderón      | 22              | -               | Deportivo Guadalajara   |
| 13   | Centrocampista  | José Luis González    | 23              | -               | Club Necaxa             |
| 14   | Defensa         | Gabriel Núñez Aguirre | 24              | -               | Club Atlético Zacatepec |
| 15   | Centrocampista  | Guillermo Hernández   | 24              | -               | CF Atlas                |
| 16   | Centrocampista  | Luis Regueiro         | 22              | -               | UNAM Pumas              |
| 17   | Centrocampista  | Magdaleno Mercado     | 22              | -               | CF Atlas                |
| 18   | Delantero       | Elías Muñoz           | 24              | -               | UNAM Pumas              |
| 19   | Delantero       | Salvador Reyes        | 29              | -               | Deportivo Guadalajara   |
| 20   | Delantero       | Enrique Borja         | 20              | -               | UNAM Pumas              |
| 21   | Delantero       | Ramiro Navarro        | 23              | -               | Club Deportivo Oro      |
| 22   | Portero         | Javier Vargas Rueda   | 24              | -               | CF Atlas                |
| Ent. | Ignacio Trelles | Ignacio Trelles       | Ignacio Trelles | Ignacio Trelles | Ignacio Trelles         |

#### Uruguay
| #    | Posición       | Nombre                | Edad         | PJ Sel       | Club                      |
| ---- | -------------- | --------------------- | ------------ | ------------ | ------------------------- |
| 1    | Portero        | Ladislao Mazurkiewicz | 21           | -            | C.A. Peñarol              |
| 2    | Defensa        | Horacio Troche        | 30           | -            | C.A. Cerro                |
| 3    | Defensa        | Jorge Manicera        | 27           | -            | Club Nacional de Football |
| 4    | Centrocampista | Pablo Forlán          | 20           | -            | C.A. Peñarol              |
| 5    | Defensa        | Néstor Gonçalves      | 30           | -            | C.A. Peñarol              |
| 6    | Centrocampista | Omar Caetano          | 27           | -            | C.A. Peñarol              |
| 7    | Centrocampista | Julio César Cortés    | 25           | -            | C.A. Peñarol              |
| 8    | Delantero      | José Urruzmendi       | 21           | -            | Club Nacional de Football |
| 9    | Delantero      | José Sasía            | 32           | -            | Defensor Sporting         |
| 10   | Delantero      | Pedro Rocha           | 23           | -            | C.A. Peñarol              |
| 11   | Delantero      | Domingo Pérez         | 30           | -            | Club Nacional de Football |
| 12   | Portero        | Roberto Sosa          | 31           | -            | Club Nacional de Football |
| 13   | Defensa        | Nelson Díaz           | 24           | -            | C.A. Peñarol              |
| 14   | Defensa        | Emilio Álvarez        | 27           | -            | Club Nacional de Football |
| 15   | Defensa        | Luis Ubiña            | 26           | -            | Rampla Juniors            |
| 16   | Defensa        | Eliseo Álvarez        | 25           | -            | Rampla Juniors            |
| 17   | Centrocampista | Héctor Salva          | 26           | -            | Danubio                   |
| 18   | Delantero      | Milton Viera          | 20           | -            | Club Nacional de Football |
| 19   | Centrocampista | Héctor Silva          | 26           | -            | C.A. Peñarol              |
| 20   | Defensa        | Luis Ramos            | 26           | -            | Club Nacional de Football |
| 21   | Centrocampista | Víctor Espárrago      | 21           | -            | Club Nacional de Football |
| 22   | Portero        | Walter Taibo          | 35           | -            | C.A. Peñarol              |
| Ent. | Ondino Viera   | Ondino Viera          | Ondino Viera | Ondino Viera | Ondino Viera              |

### Grupo 2

#### Argentina
| #    | Posición            | Nombre               | Edad                | PJ Sel              | Club                |
| ---- | ------------------- | -------------------- | ------------------- | ------------------- | ------------------- |
| 1    | Portero             | Antonio Roma         | 33                  | -                   | Boca Juniors        |
| 2    | Portero             | Rolando Hugo Irusta  | 28                  | -                   | Lanús               |
| 3    | Portero             | Hugo Gatti           | 21                  | -                   | River Plate         |
| 4    | Defensa             | Roberto Perfumo      | 23                  | -                   | Racing Club         |
| 5    | Centrocampista      | José Varacka         | 34                  | -                   | San Lorenzo         |
| 6    | Centrocampista      | Oscar Calics         | 26                  | -                   | San Lorenzo         |
| 7    | Defensa             | Silvio Marzolini     | 25                  | -                   | Boca Juniors        |
| 8    | Defensa             | Roberto Ferreiro     | 31                  | -                   | Independiente       |
| 9    | Centrocampista      | Carmelo Simeone      | 31                  | -                   | Boca Juniors        |
| 10   | Centrocampista      | Antonio Rattín       | 29                  | -                   | Boca Juniors        |
| 11   | Centrocampista      | José Omar Pastoriza  | 24                  | -                   | Independiente       |
| 12   | Centrocampista      | José Rafael Albrecht | 24                  | -                   | San Lorenzo         |
| 13   | Defensa             | Nelson López         | 25                  | -                   | Banfield            |
| 14   | Delantero           | Mario Chaldú         | 24                  | -                   | San Lorenzo         |
| 15   | Centrocampista      | Jorge Solari         | 24                  | -                   | River Plate         |
| 16   | Delantero           | Alberto González     | 24                  | -                   | Boca Juniors        |
| 17   | Centrocampista      | Juan Carlos Sarnari  | 24                  | -                   | River Plate         |
| 18   | Delantero           | Alfredo Rojas        | 29                  | -                   | Boca Juniors        |
| 19   | Delantero           | Luis Artime          | 27                  | -                   | Independiente       |
| 20   | Delantero           | Ermindo Onega        | 26                  | -                   | River Plate         |
| 21   | Delantero           | Oscar Más            | 19                  | -                   | River Plate         |
| 22   | Delantero           | Aníbal Tarabini      | 24                  | -                   | Independiente       |
| Ent. | Juan Carlos Lorenzo | Juan Carlos Lorenzo  | Juan Carlos Lorenzo | Juan Carlos Lorenzo | Juan Carlos Lorenzo |

#### España
| #    | Posición        | Nombre            | Edad            | PJ Sel          | Club            |
| ---- | --------------- | ----------------- | --------------- | --------------- | --------------- |
| 1    | Portero         | José Ángel Iribar | 23              | -               | Athletic Club   |
| 2    | Defensa         | Manuel Sanchís    | 28              | -               | Real Madrid     |
| 3    | Defensa         | Eladio Silvestre  | 25              | -               | FC Barcelona    |
| 4    | Centrocampista  | Luis del Sol      | 31              | -               | Juventus FC     |
| 5    | Centrocampista  | Ignacio Zoco      | 26              | -               | Real Madrid     |
| 6    | Defensa         | Jesús Glaría      | 24              | -               | Atlético Madrid |
| 7    | Centrocampista  | José Ufarte       | 25              | -               | Atlético Madrid |
| 8    | Centrocampista  | Amancio           | 26              | -               | Real Madrid     |
| 9    | Delantero       | Marcelino         | 26              | -               | Real Zaragoza   |
| 10   | Delantero       | Luis Suárez       | 31              | -               | Inter           |
| 11   | Delantero       | Francisco Gento   | 32              | -               | Real Madrid     |
| 12   | Portero         | Antonio Betancort | 28              | -               | Real Madrid     |
| 13   | Portero         | Miguel Reina      | 20              | -               | Córdoba CF      |
| 14   | Defensa         | Feliciano Rivilla | 29              | -               | Atlético Madrid |
| 15   | Defensa         | Severino Reija    | 27              | -               | Real Zaragoza   |
| 16   | Delantero       | Ferran Olivella   | 30              | -               | FC Barcelona    |
| 17   | Centrocampista  | Gallego           | 22              | -               | FC Barcelona    |
| 18   | Centrocampista  | Pirri             | 21              | -               | Real Madrid     |
| 19   | Delantero       | Josep Maria Fusté | 25              | -               | FC Barcelona    |
| 20   | Centrocampista  | Joaquín Peiró     | 30              | -               | Inter           |
| 21   | Centrocampista  | Adelardo          | 26              | -               | Atlético Madrid |
| 22   | Delantero       | Carlos Lapetra    | 27              | -               | Real Zaragoza   |
| Ent. | José Villalonga | José Villalonga   | José Villalonga | José Villalonga | José Villalonga |

#### Suiza
| #    | Posición       | Nombre                   | Edad         | PJ Sel       | Club              |
| ---- | -------------- | ------------------------ | ------------ | ------------ | ----------------- |
| 1    | Portero        | Karl Elsener             | 31           | -            | Lausanne          |
| 2    | Defensa        | Willy Allemann           | 24           | -            | FC Grenchen       |
| 3    | Defensa        | Kurt Armbruster          | 31           | -            | Lausanne          |
| 4    | Centrocampista | Heinz Bäni               | 29           | -            | FC Zürich         |
| 5    | Defensa        | René Brodmann            | 32           | -            | FC Zürich         |
| 6    | Centrocampista | Richard Dürr             | 27           | -            | Lausanne          |
| 7    | Defensa        | Hansruedi Führer         | 28           | -            | Young Boys        |
| 8    | Centrocampista | Vottore Gottardi         | 24           | -            | FC Lugano         |
| 9    | Defensa        | André Grobéty            | 33           | -            | Lausanne          |
| 10   | Delantero      | Robert Hosp              | 26           | -            | Lausanne          |
| 11   | Delantero      | Jakob Kuhn               | 22           | -            | FC Zürich         |
| 12   | Portero        | Léo Eichmann             | 29           | -            | La Chaux-de-Fonds |
| 13   | Delantero      | Fritz Künzli             | 20           | -            | FC Zürich         |
| 14   | Defensa        | Werner Leimgruber        | 31           | -            | FC Zürich         |
| 15   | Centrocampista | Karl Odermatt            | 23           | -            | FC Basel          |
| 16   | Delantero      | René-Pierre Quentin      | 22           | -            | Sion              |
| 17   | Delantero      | Jean-Claude Schindelholz | 25           | -            | Servette          |
| 18   | Defensa        | Heinz Schneiter          | 31           | -            | Young Boys        |
| 19   | Centrocampista | Xaver Stierli            | 25           | -            | FC Zürich         |
| 20   | Defensa        | Ely Tacchella            | 30           | -            | Lausanne          |
| 21   | Centrocampista | Georges Vuilleumier      | 21           | -            | Lausanne          |
| 22   | Portero        | Mario Prosperi           | 20           | -            | Lugano            |
| Ent. | Alfredo Foni   | Alfredo Foni             | Alfredo Foni | Alfredo Foni | Alfredo Foni      |

#### Alemania Occidental
| #    | Posición       | Nombre                  | Edad         | PJ Sel       | Club                 |
| ---- | -------------- | ----------------------- | ------------ | ------------ | -------------------- |
| 1    | Portero        | Hans Tilkowski          | 30           | -            | Borussia Dortmund    |
| 2    | Defensa        | Horst-Dieter Höttges    | 22           | -            | Werder Bremen        |
| 3    | Defensa        | Karl-Heinz Schnellinger | 27           | -            | AC Milan             |
| 4    | Centrocampista | Franz Beckenbauer       | 20           | -            | Bayern Munich        |
| 5    | Defensa        | Willi Schulz            | 27           | -            | Hamburg              |
| 6    | Defensa        | Wolfgang Weber          | 22           | -            | FC Köln              |
| 7    | Centrocampista | Albert Brülls           | 29           | -            | Brescia              |
| 8    | Centrocampista | Helmut Haller           | 26           | -            | Bologna              |
| 9    | Delantero      | Uwe Seeler              | 29           | -            | Hamburg              |
| 10   | Delantero      | Sigfried Held           | 23           | -            | Borussia Dortmund    |
| 11   | Delantero      | Lothar Emmerich         | 24           | -            | Borussia Dortmund    |
| 12   | Centrocampista | Wolfgang Overath        | 22           | -            | FC Köln              |
| 13   | Delantero      | Heinz Hornig            | 28           | -            | FC Köln              |
| 14   | Defensa        | Friedel Lutz            | 27           | -            | Eintracht Frankfurt  |
| 15   | Defensa        | Bernd Patzke            | 23           | -            | TSV München von 1860 |
| 16   | Centrocampista | Max Lorenz              | 26           | -            | Werder Bremen        |
| 17   | Defensa        | Wolfgang Paul           | 26           | -            | Borussia Dortmund    |
| 18   | Defensa        | Klaus-Dieter Sieloff    | 24           | -            | VfB Stuttgart        |
| 19   | Delantero      | Werner Krämer           | 26           | -            | Meidericher SV       |
| 20   | Delantero      | Jürgen Grabowski        | 22           | -            | Eintracht Frankfurt  |
| 21   | Portero        | Günter Bernard          | 26           | -            | Werder Bremen        |
| 22   | Portero        | Sepp Maier              | 22           | -            | FC Bayern Múnich     |
| Ent. | Helmut Schön   | Helmut Schön            | Helmut Schön | Helmut Schön | Helmut Schön         |

### Grupo 3

#### Brasil
| #    | Posición       | Nombre         | Edad          | PJ Sel        | Club          |
| ---- | -------------- | -------------- | ------------- | ------------- | ------------- |
| 1    | Portero        | Gilmar         | 35            | -             | Santos FC     |
| 2    | Defensa        | Djalma Santos  | 37            | -             | Palmeiras     |
| 3    | Defensa        | Fidélis        | 22            | -             | Bangu         |
| 4    | Defensa        | Bellini        | 36            | -             | São Paulo FC  |
| 5    | Defensa        | Brito          | 26            | -             | Vasco da Gama |
| 6    | Defensa        | Altair         | 28            | -             | Fluminense    |
| 7    | Defensa        | Orlando        | 30            | -             | Santos FC     |
| 8    | Defensa        | Paulo Henrique | 23            | -             | Flamengo      |
| 9    | Defensa        | Rildo          | 24            | -             | Botafogo      |
| 10   | Delantero      | Pelé           | 25            | -             | Santos FC     |
| 11   | Centrocampista | Gérson         | 25            | -             | Botafogo      |
| 12   | Portero        | Manga          | 29            | -             | Botafogo      |
| 13   | Centrocampista | Denílson       | 23            | -             | Fluminense    |
| 14   | Centrocampista | Lima           | 24            | -             | Santos FC     |
| 15   | Centrocampista | Zito           | 33            | -             | Santos FC     |
| 16   | Delantero      | Garrincha      | 32            | -             | Corinthians   |
| 17   | Delantero      | Jairzinho      | 21            | -             | Botafogo      |
| 18   | Delantero      | Alcindo        | 20            | -             | Grêmio        |
| 19   | Delantero      | Silva          | 26            | -             | Flamengo      |
| 20   | Centrocampista | Tostão         | 19            | -             | Cruzeiro      |
| 21   | Delantero      | Paraná         | 24            | -             | São Paulo FC  |
| 22   | Delantero      | Edu            | 16            | -             | Santos FC     |
| Ent. | Vicente Feola  | Vicente Feola  | Vicente Feola | Vicente Feola | Vicente Feola |

#### Bulgaria
| #    | Posición        | Nombre                | Edad            | PJ Sel          | Club               |
| ---- | --------------- | --------------------- | --------------- | --------------- | ------------------ |
| 1    | Portero         | Gueorgui Naydenov     | 34              | -               | CSKA Sofia         |
| 2    | Defensa         | Aleksandar Shalamanov | 24              | -               | Slavia Sofia       |
| 3    | Defensa         | Ivan Vutsov           | 26              | -               | Levski Sofia       |
| 4    | Defensa         | Boris Gaganelov       | 24              | -               | CSKA Sofia         |
| 5    | Defensa         | Dimitar Penev         | 20              | -               | CSKA Sofia         |
| 6    | Defensa         | Petar Zhekov          | 23              | -               | Beroe Stara Zagora |
| 7    | Centrocampista  | Dinko Dermendzhiev    | 25              | -               | Botev Plovdiv      |
| 8    | Centrocampista  | Stoyan Kitov          | 27              | -               | Spartak Sofia      |
| 9    | Delantero       | Georgi Asparuhov      | 23              | -               | Levski Sofia       |
| 10   | Delantero       | Dobromir Zhechev      | 21              | -               | Spartak Sofia      |
| 11   | Delantero       | Ivan Kolev            | 35              | -               | CSKA Sofia         |
| 12   | Centrocampista  | Vasil Metodiev        | 31              | -               | Lokomotiv Sofia    |
| 13   | Delantero       | Dimitar Yakimov       | 24              | -               | CSKA Sofia         |
| 14   | Delantero       | Nikola Kotkov         | 27              | -               | Lokomotiv Sofia    |
| 15   | Defensa         | Dimitar Largov        | 29              | -               | Slavia Sofia       |
| 16   | Delantero       | Aleksandar Kostov     | 28              | -               | Levski Sofia       |
| 17   | Delantero       | Stefan Abadzhiev      | 32              | -               | Levski Sofia       |
| 18   | Centrocampista  | Evgeni Yanchovski     | 26              | -               | Beroe Stara Zagora |
| 19   | Defensa         | Vidin Apostolov       | 24              | -               | Botev Plovdiv      |
| 20   | Centrocampista  | Ivan Davidov          | 22              | -               | Slavia Sofia       |
| 21   | Portero         | Simeon Simeonov       | 20              | -               | Slavia Sofia       |
| 22   | Portero         | Ivan Deyanov          | 28              | -               | Lokomotiv Sofia    |
| Ent. | Rudolf Vytlačil | Rudolf Vytlačil       | Rudolf Vytlačil | Rudolf Vytlačil | Rudolf Vytlačil    |

#### Hungría
| #    | Posición       | Nombre             | Edad         | PJ Sel       | Club               |
| ---- | -------------- | ------------------ | ------------ | ------------ | ------------------ |
| 1    | Portero        | Antal Szentmihályi | 27           | -            | Újpesti Dózsa      |
| 2    | Defensa        | Benő Káposzta      | 24           | -            | Újpesti Dózsa      |
| 3    | Defensa        | Sándor Mátrai      | 33           | -            | Ferencvárosi TC    |
| 4    | Defensa        | Kálmán Sóvári      | 25           | -            | Újpesti Dózsa      |
| 5    | Defensa        | Kálmán Mészöly     | 24           | -            | Vasas SC           |
| 6    | Centrocampista | Ferenc Sipos       | 33           | -            | Budapest Honvéd FC |
| 7    | Delantero      | Ferenc Bene        | 21           | -            | Újpesti Dózsa      |
| 8    | Centrocampista | Zoltán Varga       | 21           | -            | Ferencvárosi TC    |
| 9    | Centrocampista | Flórián Albert     | 24           | -            | Ferencvárosi TC    |
| 10   | Delantero      | János Farkas       | 24           | -            | Vasas SC           |
| 11   | Delantero      | Gyula Rákosi       | 27           | -            | Ferencvárosi TC    |
| 12   | Delantero      | Máté Fenyvesi      | 32           | -            | Ferencvárosi TC    |
| 13   | Centrocampista | Imre Mathesz       | 29           | -            | Vasas SC           |
| 14   | Centrocampista | István Nagy        | 27           | -            | MTK Hungária FC    |
| 15   | Delantero      | Dezső Molnár       | 26           | -            | Vasas SC           |
| 16   | Delantero      | Lajos Tichy        | 31           | -            | Budapest Honvéd FC |
| 17   | Defensa        | Gusztáv Szepesi    | 26           | -            | FC Tatabánya       |
| 18   | Defensa        | Kálmán Ihász       | 25           | -            | Vasas SC           |
| 19   | Delantero      | Lajos Puskás       | 21           | -            | Vasas SC           |
| 20   | Delantero      | Antal Nagy         | 22           | -            | Budapest Honvéd FC |
| 21   | Portero        | József Gelei       | 28           | -            | FC Tatabánya       |
| 22   | Portero        | István Géczi       | 22           | -            | Ferencváros TC     |
| Ent. | Lajos Baróti   | Lajos Baróti       | Lajos Baróti | Lajos Baróti | Lajos Baróti       |

#### Portugal
| #    | Nombre         | Posición           | Edad        | PJ Sel      | Club            |
| ---- | -------------- | ------------------ | ----------- | ----------- | --------------- |
| 1    | Portero        | Américo            | 33          | -           | FC Porto        |
| 2    | Portero        | Joaquim Carvalho   | 29          | -           | Sporting CP     |
| 3    | Portero        | José Pereira       | 34          | -           | Os Belenenses   |
| 4    | Defensa        | Vicente            | 30          | -           | Os Belenenses   |
| 5    | Defensa        | Germano            | 33          | -           | SL Benfica      |
| 6    | Centrocampista | Fernando Peres     | 24          | -           | Sporting CP     |
| 7    | Delantero      | Ernesto Figueiredo | 29          | -           | Sporting CP     |
| 8    | Delantero      | João Lourenço      | 24          | -           | Sporting CP     |
| 9    | Defensa        | Hilário            | 27          | -           | Sporting CP     |
| 10   | Centrocampista | Mário Coluna       | 30          | -           | SL Benfica      |
| 11   | Centrocampista | António Simões     | 22          | -           | SL Benfica      |
| 12   | Centrocampista | José Augusto       | 29          | -           | SL Benfica      |
| 13   | Delantero      | Eusébio            | 24          | -           | SL Benfica      |
| 14   | Centrocampista | Fernando Cruz      | 25          | -           | SL Benfica      |
| 15   | Delantero      | Manuel Duarte      | 23          | -           | Leixões SC      |
| 16   | Centrocampista | Jaime Graça        | 24          | -           | Vitória Setúbal |
| 17   | Defensa        | João Morais        | 31          | -           | Sporting CP     |
| 18   | Delantero      | José Torres        | 27          | -           | SL Benfica      |
| 19   | Centrocampista | Custódio Pinto     | 24          | -           | FC Porto        |
| 20   | Defensa        | Alexandre Baptista | 25          | -           | Sporting CP     |
| 21   | Defensa        | José Carlos        | 24          | -           | Sporting CP     |
| 22   | Defensa        | Alberto Festa      | 26          | -           | FC Porto        |
| Ent. | Otto Glória    | Otto Glória        | Otto Glória | Otto Glória | Otto Glória     |

### Grupo 4

#### Chile
| #    | Posición       | Nombre            | Edad        | PJ Sel      | Club                      |
| ---- | -------------- | ----------------- | ----------- | ----------- | ------------------------- |
| 1    | Centrocampista | Pedro Araya       | 24          | -           | Club Universidad de Chile |
| 2    | Defensa        | Hugo Berly        | 24          | -           | Audax Italiano            |
| 3    | Centrocampista | Carlos Campos     | 29          | -           | Club Universidad de Chile |
| 4    | Defensa        | Humberto Cruz     | 26          | -           | Colo-Colo                 |
| 5    | Defensa        | Humberto Donoso   | 27          | -           | Club Universidad de Chile |
| 6    | Defensa        | Luis Eyzaguirre   | 27          | -           | Club Universidad de Chile |
| 7    | Defensa        | Elías Figueroa    | 19          | -           | Santiago Wanderers        |
| 8    | Delantero      | Alberto Fouilloux | 25          | -           | Universidad Católica      |
| 9    | Portero        | Adán Godoy        | 29          | -           | Universidad Católica      |
| 10   | Centrocampista | Roberto Hodge     | 21          | -           | Club Universidad de Chile |
| 11   | Delantero      | Honorino Landa    | 24          | -           | Green Cross               |
| 12   | Centrocampista | Rubén Marcos      | 23          | -           | Club Universidad de Chile |
| 13   | Portero        | Juan Olivares     | 25          | -           | Santiago Wanderers        |
| 14   | Centrocampista | Ignacio Prieto    | 22          | -           | Universidad Católica      |
| 15   | Centrocampista | Jaime Ramírez     | 34          | -           | Club Universidad de Chile |
| 16   | Delantero      | Orlando Ramírez   | 23          | -           | Club Universidad de Chile |
| 17   | Centrocampista | Leonel Sánchez    | 30          | -           | Club Universidad de Chile |
| 18   | Centrocampista | Armando Tobar     | 28          | -           | Universidad Católica      |
| 19   | Delantero      | Francisco Valdés  | 23          | -           | Colo-Colo                 |
| 20   | Defensa        | Aldo Valentini    | 27          | -           | Colo-Colo                 |
| 21   | Defensa        | Hugo Villanueva   | 27          | -           | Club Universidad de Chile |
| 22   | Delantero      | Guillermo Yávar   | 23          | -           | Club Universidad de Chile |
| Ent. | Luis Álamos    | Luis Álamos       | Luis Álamos | Luis Álamos | Luis Álamos               |

#### Italia
| #    | Posición       | Nombre               | Edad           | PJ Sel         | Club            |
| ---- | -------------- | -------------------- | -------------- | -------------- | --------------- |
| 1    | Portero        | Enrico Albertosi     | 26             | -              | ACF Fiorentina  |
| 2    | Portero        | Roberto Anzolin      | 28             | -              | Juventus FC     |
| 3    | Centrocampista | Paolo Barison        | 30             | -              | AS Roma         |
| 4    | Centrocampista | Giacomo Bulgarelli   | 25             | -              | Bologna FC      |
| 5    | Defensa        | Tarcisio Burgnich    | 27             | -              | FC Inter        |
| 6    | Defensa        | Giacinto Facchetti   | 23             | -              | FC Inter        |
| 7    | Centrocampista | Romano Fogli         | 28             | -              | Bologna FC      |
| 8    | Defensa        | Aristide Guarneri    | 28             | -              | FC Inter        |
| 9    | Defensa        | Francesco Janich     | 29             | -              | Bologna FC      |
| 10   | Delantero      | Antonio Juliano      | 23             | -              | SSC Napoli      |
| 11   | Defensa        | Spartaco Landini     | 22             | -              | FC Inter        |
| 12   | Centrocampista | Gianfranco Leoncini  | 26             | -              | Juventus FC     |
| 13   | Centrocampista | Giovanni Lodetti     | 23             | -              | A.C. Milan      |
| 14   | Delantero      | Sandro Mazzola       | 23             | -              | FC Inter        |
| 15   | Delantero      | Luigi Meroni         | 23             | -              | Torino Calcio   |
| 16   | Delantero      | Ezio Pascutti        | 29             | -              | Bologna FC      |
| 17   | Centrocampista | Marino Perani        | 26             | -              | Bologna FC      |
| 18   | Portero        | Pierluigi Pizzaballa | 26             | -              | Atalanta BC     |
| 19   | Delantero      | Gianni Rivera        | 22             | -              | A.C. Milan      |
| 20   | Delantero      | Francesco Rizzo      | 23             | -              | Cagliari Calcio |
| 21   | Defensa        | Roberto Rosato       | 22             | -              | Torino Calcio   |
| 22   | Defensa        | Sandro Salvadore     | 26             | -              | Juventus FC     |
| Ent. | Edmondo Fabbri | Edmondo Fabbri       | Edmondo Fabbri | Edmondo Fabbri | Edmondo Fabbri  |

#### Corea del Norte
| #    | Posición       | Nombre          | Edad           | PJ Sel         | Club                  |
| ---- | -------------- | --------------- | -------------- | -------------- | --------------------- |
| 1    | Portero        | Li Chan-myung   | 19             | -              | Kigwancha Sports Club |
| 2    | Defensa        | Pak Li-sup      | 22             | -              | Amnokgang Sports Club |
| 3    | Defensa        | Shin Yung-kyoo  | 24             | -              | Moranbong Pyongyang   |
| 4    | Defensa        | Kang Bong-chil  | 22             | -              | April 25th Sport Club |
| 5    | Defensa        | Lim Zoong-sun   | 22             | -              | Moranbong Pyongyang   |
| 6    | Centrocampista | Im Seung-hwi    | 20             | -              | April 25th Sport Club |
| 7    | Centrocampista | Pak Doo-ik      | 24             | -              | Moranbong Pyongyang   |
| 8    | Centrocampista | Pak Seung-zin   | 25             | -              | Moranbong Pyongyang   |
| 9    | Portero        | Li Keun-hak     | 26             | -              | Moranbong Pyongyang   |
| 10   | Delantero      | Kang Ryong-woon | 24             | -              | Radongja              |
| 11   | Centrocampista | Han Bong-zin    | 20             | -              | April 25th Sport Club |
| 12   | Delantero      | Kim Seung-il    | 20             | -              | Moranbong Pyongyang   |
| 13   | Defensa        | Oh Yoon-kyung   | 24             | -              | August 8 Club         |
| 14   | Defensa        | Ha Jung-won     | 24             | -              | August 8 Club         |
| 15   | Delantero      | Yang Sung-kook  | 21             | -              | Kigwancha Sports Club |
| 16   | Delantero      | Li Dong-woon    | 21             | -              | Radongja              |
| 17   | Delantero      | Kim Bong-hwan   | 27             | -              | Kigwancha Sports Club |
| 18   | Centrocampista | Ke Seung-woon   | 22             | -              | Radongja              |
| 19   | Defensa        | Kim Yung-kil    | 22             | -              | Radongja              |
| 20   | Defensa        | Ryoo Chang-kil  | 25             | -              | Kigwancha Sports Club |
| 21   | Centrocampista | An Se-bok       | 19             | -              | Amnokgang Sports Club |
| 22   | Centrocampista | Li Chi-an       | 21             | -              | April 25th Sport Club |
| Ent. | Myung Rae-hyun | Myung Rae-hyun  | Myung Rae-hyun | Myung Rae-hyun | Myung Rae-hyun        |

#### Unión Soviética
| #    | Posición        | Nombre                | Edad            | PJ Sel          | Club                  |
| ---- | --------------- | --------------------- | --------------- | --------------- | --------------------- |
| 1    | Portero         | Lev Yashin            | 36              | 63              | FC Dinamo Moscú       |
| 2    | Delantero       | Víktor Serébrianikov  | 26              | 7               | Dynamo Kiev           |
| 3    | Defensa         | Leonid Ostrovskiy     | 30              | 7               | Dynamo Kiev           |
| 4    | Defensa         | Vladimir Ponomarev    | 26              | 16              | PFC CSKA Moscú        |
| 5    | Centrocampista  | Valentín Afonin       | 26              | 10              | FK SKA Rostov del Don |
| 6    | Defensa         | Albert Shesterniov    | 25              | 28              | PFC CSKA Moscú        |
| 7    | Centrocampista  | Murtaz Khurtsilava    | 23              | 5               | Dynamo Tbilisi        |
| 8    | Centrocampista  | Yozhef Sabo           | 26              | 10              | Dynamo Kiev           |
| 9    | Defensa         | Víktor Guétmanov      | 26              | 5               | FK SKA Rostov del Don |
| 10   | Defensa         | Vasiliy Danilov       | 25              | 13              | Zenit Leningrad       |
| 11   | Centrocampista  | Igor Chislenko        | 27              | 26              | FC Dinamo Moscú       |
| 12   | Centrocampista  | Valery Voronin        | 26              | 46              | FC Torpedo Moscú      |
| 13   | Defensa         | Alexey Korneyev       | 27              | 4               | FC Spartak de Moscú   |
| 14   | Centrocampista  | Georgiy Sichinava     | 21              | 5               | Dynamo Tbilisi        |
| 15   | Delantero       | Galimzyan Khusainov   | 29              | 26              | FC Spartak de Moscú   |
| 16   | Delantero       | Slava Metreveli       | 30              | 42              | Dynamo Tbilisi        |
| 17   | Delantero       | Valeri Porkuian       | 21              | 0               | Dynamo Kiev           |
| 18   | Delantero       | Anatoliy Banishevskiy | 20              | 13              | Neftyanik Baku        |
| 19   | Delantero       | Eduard Malofeyev      | 24              | 15              | FK Dinamo Minsk       |
| 20   | Delantero       | Eduard Markarov       | 24              | 1               | Neftyanik Baku        |
| 21   | Portero         | Anzor Kavazashvili    | 25              | 9               | FC Torpedo Moscú      |
| 22   | Portero         | Víktor Bánnikov       | 28              | 7               | Dynamo Kiev           |
| Ent. | Nikolai Morozov | Nikolai Morozov       | Nikolai Morozov | Nikolai Morozov | Nikolai Morozov       |